# کلهو
کلهو (به انگلیسی: Calahoo) یک منطقهٔ مسکونی در کانادا است که در آلبرتا واقع شده‌است. کلهو ۸۵ نفر جمعیت دارد و ۶۸۰ متر بالاتر از سطح دریا واقع شده‌است.